# Curt O. Schaller
Curt Oswald Schaller, född 22 juni 1964 i München, är en tysk filmfotograf, Steadicam-operatör och fotograf. Han är även utvecklare och designer av ARRI:s kamerastabiliseringssystem. År 2025 tilldelades han en Oscar för konceptet, designen och utvecklingen av Trinity-2-systemet.

## Biografi
År 1984 började Schaller utbilda sig till kameraassistent och sedan till kameraman på Bavaria Film and Television Studios.
Efter sin utbildning arbetade han inledningsvis som studiokameraman tills han specialiserade sig på utländska dokumentärer i början av 1990-talet. Från mitten av 1990-talet och framåt arbetade Curt O. Schaller som kameraman i serieproduktioner och som Steadicam-operatör i TV-serier, filmer, program och dokumentärer.
I slutet av 1990-talet utnyttjade Schaller sin erfarenhet som kameraman och Steadicam-operatör och började utveckla sina egna kamerastabiliseringssystem, vilket utvecklades till Artemis-serien från Sachtler / Vitec Videocom år 2001. Artemis-serien som han utvecklade var världens första modulära kamerastabiliseringssystem när det lanserades på NAB Show 2001 i Las Vegas. Dessutom var Artemis HD-systemen världens första full HD-kamerastabiliseringssystem vid den tiden.
År 2015 utvecklade Curt O. Schaller (artemis) Trinity-systemet tillsammans med Roman Foltyn, en doktorsingenjör. Det var världens första kamerastabiliseringssystem som kombinerade ett mekaniskt stabiliseringssystem med ett elektroniskt.
I april 2016 överförde han hela sin artemis-produktportfölj från Sachtler / Vitec Videocom till ARRI, där han kommer att driva vidareutvecklingen av (artemis) Trinity-systemen som produktchef för kamerastabiliseringssystem.
År 2025 tilldelades Curt O. Schaller Academy Scientific and Engineering Award för sitt koncept, design och utveckling av Trinity-2-systemet.
År 2025 tilldelades Curt O. Schaller Academy Scientific and Engineering Award för sitt koncept, design och utveckling av Trinity-2-systemet.

## Kamerastabiliseringssystem
- ARRI ARTEMIS 2
- ARRI TRINITY 2

## Utmärkelser
- 2016: Cine Gear Expo Technical Award för utvecklingen av ARRI (artemis) Trinity-kamerastabiliseringssystemet
- 2016: cinecAward för utvecklingen av ARRI (artemis) Trinity-kamerastabiliseringssystemet
- 2017: BIRTV Award för utvecklingen av ARRI (artemis) Trinity-kamerastabiliseringssystemet
- 2025: Academy Scientific and Engineering Award för konceptet, designen och utvecklingen av Trinity 2-systemet[12][13][14]